# Abdul Ghani Assar
Abdul Ghani Assar (dari عبدالغني عصار; ur. 1923) – afgański piłkarz, reprezentant Afganistanu na Letnich Igrzyskach Olimpijskich 1948.
W latach 1934–1937, występował w klubie Mahmoudiyeh FC.
W Londynie, grano od razu w systemie pucharowym. Jego reprezentacja rozegrała jeden mecz w rundzie eliminacyjnej. Na Goldstone Ground w Brighton, Afgańczycy podejmowali reprezentację Luksemburga. Assar wystąpił w tym meczu na pozycji napastnika. Jego reprezentacja przegrała jednak aż 0-6, tym samym odpadła ona z rywalizacji. Jego brat Abdul Ghafoor Assar również wystąpił w tym meczu.